# خفاش چینی
خفاش چینی (نام علمی: Myotis chinensis) نام یک گونه از سرده خفاش گوش‌موشی است.